# 液体散布車 (陸上自衛隊用)

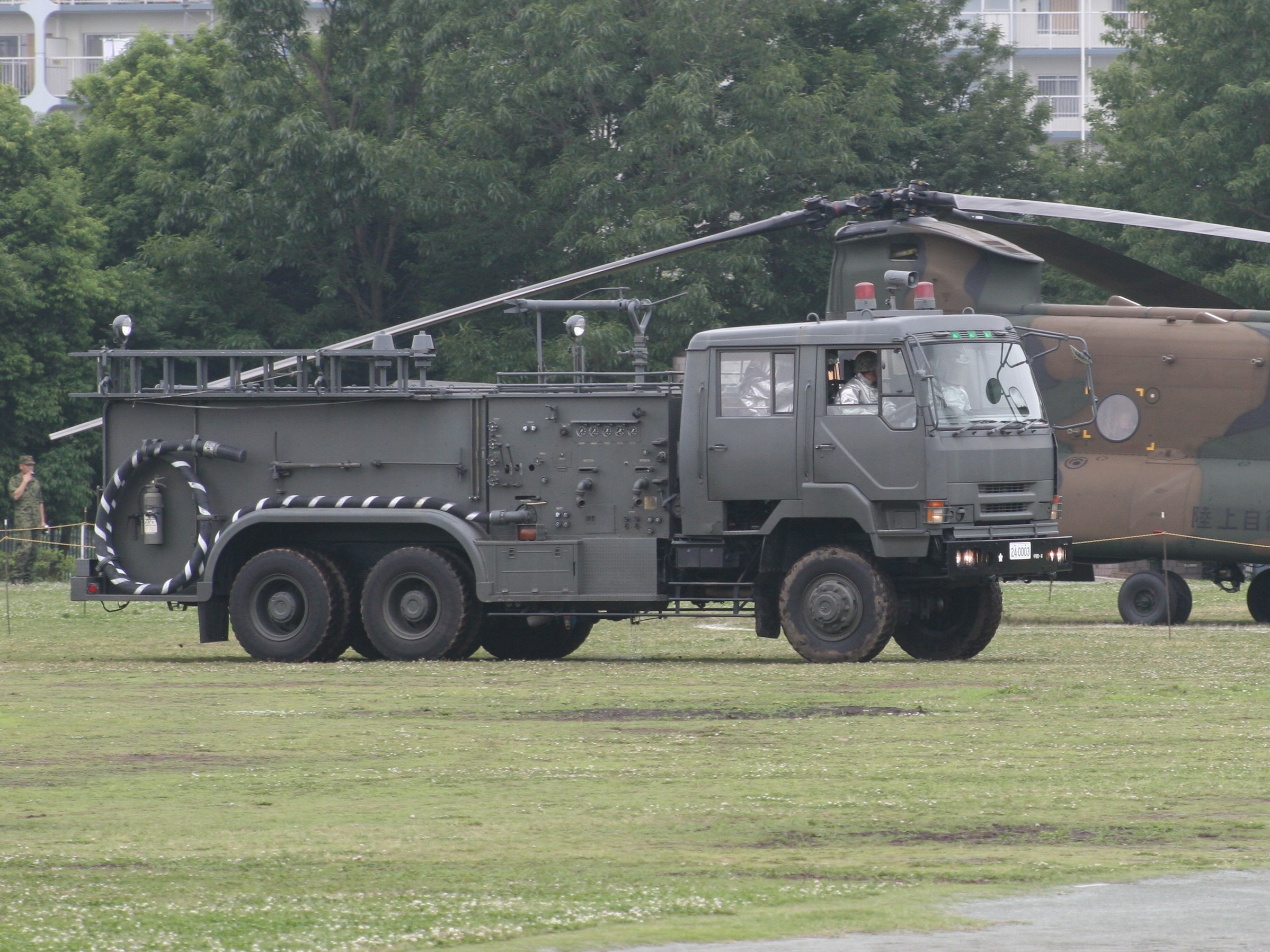
液体散布車

液体散布車（えきたいさんぷしゃ）は、陸上自衛隊の化学消防車の一種。重要な施設、装備品等の消火に使用される。見た目は一般の消防車とそれほど変わらないが色はOD色。大宮駐屯地の中央特殊武器防護隊にのみ配備されるが、観閲行進などにも参加しないため部外者が見かける機会が極めて少ない。

## 諸元
- 全長：8,850mm
- 全高：3,500mm
- 全幅：2,490mm
- 全備重量：15,880kg
- タンク容量：2,000L(水)、1,000L(化学剤)

## 特徴

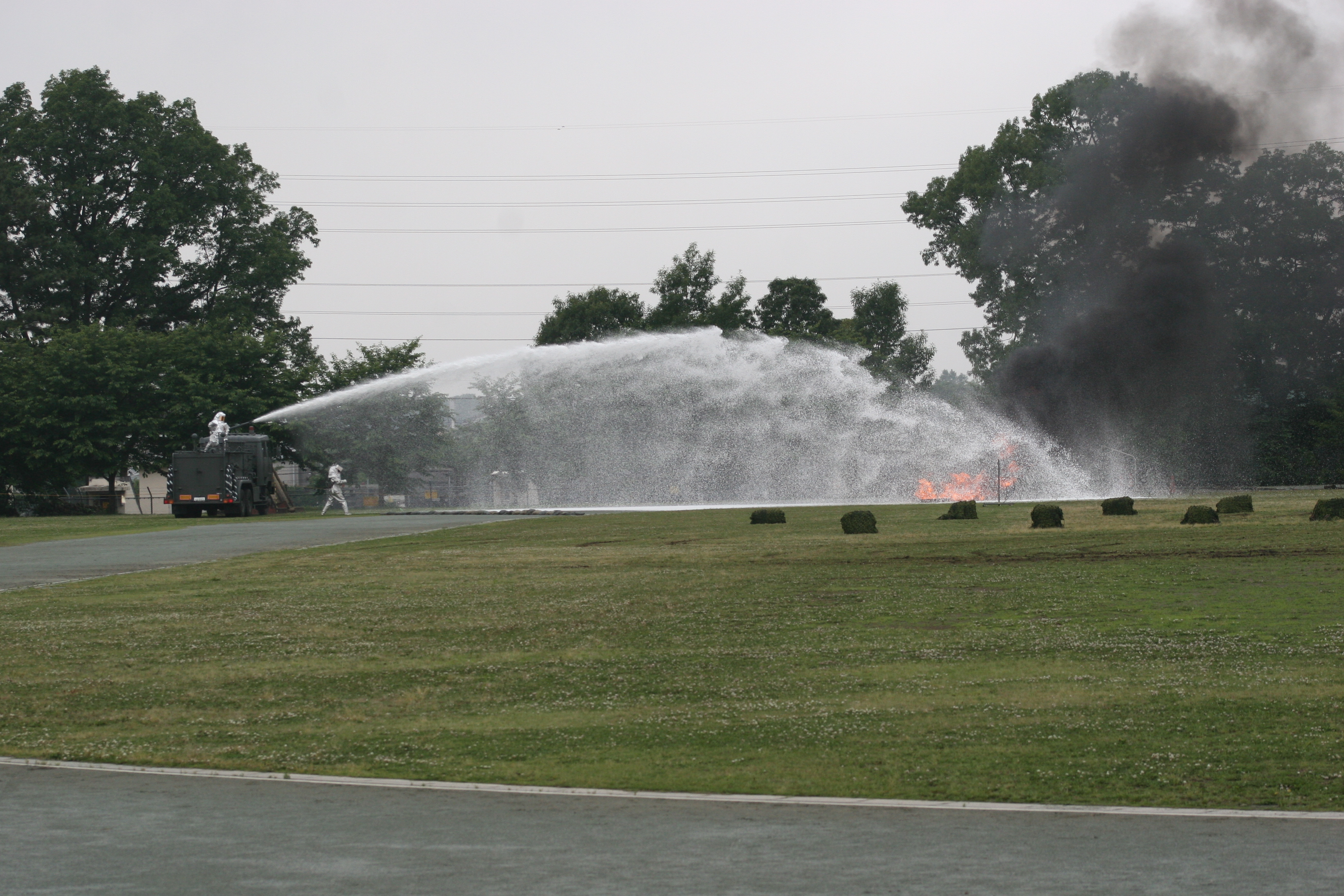
訓練展示にて、液体化学消火剤による消火活動中の液体散布車

液体化学消火剤を噴射し、主に油脂火災に出動する。石油、ガス、化学火災にも窒息効果が働くため極めて有効。
化学火災では粉末散布車と行動を共にすることが多い。

## 製作
- ジーエムいちはら工業